# International Centre for Missing & Exploited Children
Das International Centre for Missing & Exploited Children (ICMEC) ist eine internationale Non-Profit-Organisation, die sich dem Kampf gegen sexuellen Missbrauch an Kindern, Kinderpornografie und Kindesentführung verschreibt und bei der Suche nach vermissten Minderjährigen unterstützend tätig ist.
Seit der Gründung im Jahr 1998, hat die ICMEC Büros bzw. Kontakte zu gleichgesinnten Organisationen in 29 Ländern weltweit aufgebaut (Stand August 2019). Die Organisation arbeitet mit Gesetzgebern und Strafverfolgungsbehörden aus ca. 100 Ländern zusammen, um Gesetze zur Bekämpfung von Kinderpornografie und sexueller Ausbeutung von Kindern zu verabschieden.

## Geschichte
Im Jahr 1998 genehmigte der Verwaltungsrat der US-amerikanischen Organisation National Center for Missing and Exploited Children (NCMEC) die Schaffung einer internationalen Organisation. Die beiden agieren seitdem als Schwesterorganisationen.
Die erste Sitzung des ICMEC-Vorsitzenden fand im Mai 1998 statt. Es wurde im April 1999 von Hillary Clinton, der damaligen First Lady der Vereinigten Staaten und Cherie Blair, dem damaligen Premierminister Tony Blair in der britischen Botschaft in Washington, D.C. lanciert.
Im Jahr 2003 unterzeichnete ICMEC mit der Haager Konferenz für Internationales Privatrecht das Memorandum of Understanding.
2007 wurde der rumänische Ableger das Romanian Center for Missing and Exploited Children in Bukarest eröffnet.
Im August 2008 wurde ICMEC vom Wirtschafts- und Sozialrat der Vereinten Nationen der Status eines „Special Consultative“ verliehen, damit diese die UN mit ihrem Fachwissen in Bezug auf den Kampf gegen sexuelle Ausbeutung und Kindesentführung unterstützt. ICMEC kooperiert mit Interpol, der Interkontinentalen Organization of American States und der Haager Konferenz für Internationales Privatrecht.
2009 wurde eine Niederlassung in Singapur für die Asien-Pazifik-Region errichtet. Im Jahr 2011 wurde ein Office, das für Lateinamerika und die Karibik zuständig ist, in Brasilien eröffnet.
2010 wurde der osteuropäischen Ableger, das Southeastern European Centre for Missing and Exploited Children eingeweiht.
2012 wurde ein Rat gegründet, das sich aus Experten und Führungskräften aus dem Gesundheitssektor zusammensetzt. Das ICMEC möchte den Gesundheitssektor ermutigen, sexuellen Kindesmissbrauch in die Lehrpläne der medizinischen Fakultäten aufzunehmen, die rechtzeitige Erkennung von Opfern durch medizinische Schulung und Ausbildung zu verbessern und epidemiologische Studien durchzuführen, um die Gesundheitsversorgung der Opfer zu verbessern. Mitglieder des Rates sind unter anderem Merck, GlaxoSmithKline, die Harvard Medical School, die American Academy of Pediatrics und das Center for Disease Control and Prevention.
Im Jahr 2013 veranstalteten ICMEC und Thomson Reuters Corporation mit der Digital Economy Task Force eine Konferenz mit Experten und Führungskräften, um die Vorteile und Risiken der sich entwickelnden Digitalisierung beim Kampf gegen Kinderpornografie zu untersuchen.

## Global Missing Children’s Network
Das Global Missing Children’s Network (GMCN), das 1998 als Joint Venture von ICMEC und dem US-amerikanischen Ableger NCMEC ins Leben gerufen wurde, ist ein Netzwerk von Ländern, die Informationen und Bilder vermisster Kinder zusammenführen, bewährte Verfahren austauschen und verbreiten, um die Wirksamkeit von Untersuchungen vermisster Kinder zu verbessern. Das Netzwerk hat (Stand August 2019) Kontakte zu bzw. Mitglieder in 29 Länder: Albanien, Argentinien, Australien, Belgien, Brasilien, Chile, Costa Rica, Deutschland, Ecuador, Guatemala, Griechenland, Großbritannien, Irland, Italien, Jamaika, Kanada, Litauen, Mexiko, Niederlande, Neuseeland, Polen, Rumänien, Russland, Serbien, Südafrika, Südkorea, Spanien, Taiwan, USA und Belarus.
Jedes Land kann auf eine anpassbare Website-Plattform zugreifen und Informationen über vermisste Kinder in eine zentralisierte, mehrsprachige Datenbank eingeben, die Fotos und Informationen über vermisste Kinder enthält, die angezeigt und verteilt werden können, um die Ortung zu unterstützen.  GMCN-Mitarbeiter schulen neue Länder, die dem Netzwerk beitreten, bspw. durch eine von der Stiftung der Motorola Solutions gesponserte jährlich Mitgliederkonferenz, auf der bewährte Verfahren, aktuelle Probleme, Trends, Richtlinien und mögliche Lösungen erörtert werden.
Die Eltern von Madeleine McCann wandten sich an ICMEC, um sie bei der Bekanntmachung ihres Falls zu unterstützen. Der YouTube-Kanal von ICMEC, "Don'tYouForgetAboutMe", mit dem Personen Videos, Bilder und Informationen über ihre vermissten Kinder veröffentlichen können, wurde im Rahmen dieser Bemühungen gestartet und zählte im November 2014 2.200 Mitglieder. ICMEC überprüft die Postings, um sicherzustellen, dass ein Kind in einem geposteten Video tatsächlich fehlt und dass die Bilder nicht unangemessen sind.

## Ausbildung von Strafverfolgern
Die Kinderschutzarbeit von ICMEC umfasst unter anderem die Ausbildung von Strafverfolgungsbeamten. Seit 2003 hat ICMEC zusammen mit Interpol und der Microsoft Corporation, die 1,5 Millionen US-Dollar für das weltweite Schulungsprogramm für Strafverfolgungsbehörden bereitstellte, Beamte in Methoden zur Untersuchung von Fällen sexuellen Missbrauchs und sexueller Ausbeutung von Kindern geschult. Bis September 2012 hatte das ICMEC mehr als 50 solcher Strafverfolgungsschulungen mit mehr als 5.000 Strafverfolgungsbeamten aus mehr als 120 Ländern durchgeführt.

## Finanzielle Koalition gegen Kinderpornografie
Im Jahr 2006 gründeten ICMEC, NCMEC und 34 Finanzinstitute die Financial Coalition Against Child Pornography (FCACP). Die Financial Coalition, auf deren Mitglieder 90 % des US-amerikanischen Zahlungsverkehrs entfallen, zielt darauf ab, die Möglichkeit des Handels von Kinderpornografie zu beseitigen.
Im Jahr 2007 entwickelte und veröffentlichte die FCACP einen Leitfaden mit dem Titel "Best Practices für die Akquise und Überwachung von Internethändlern zur Prävention und Aufdeckung kommerzieller Kinderpornografie" (übersetzt). Der Leitfaden wurde vom Comptroller of the Currency und der Federal Deposit Insurance Corporation an Banken in den USA verteilt. Im Jahr 2008 veröffentlichte die Koalition ein zweites Papier mit dem Titel "Trends in Migration, Hosting und Bezahlung für kommerzielle Websites für Kinderpornografie".
Diese Bemühungen mit Sitz in den USA wurden mit der Gründung der Asia Pacific Financial Coalition im August 2009 regional ausgeweitet. Das ursprüngliche Ziel der Koalition bestand darin, Menschen und Unternehmen auf das Problem des sexuellen Missbrauchs von Kindern und auf die Art und Weise aufmerksam zu machen, wie der Verkauf und die Verteilung von Kindern über das Internet abgewickelt wurden.

## Project Vic bzw. Technologische Fortschritte bei der Strafverfolgung
ICMEC verwaltet und unterstützt das Project Vic, eine Initiative, die den Einsatz von neuen Technologien, bspw. von Hashfunktionen, bei der weltweiten und nationalen Strafverfolgung verbessern möchte.
Die Initiative nutzt gespendete Technologien wie die Photo DNA von Microsoft. Die Technologie unterstützt auch Internetdienstanbieter, indem sie ihnen hilft, auf ihren Websites veröffentlichte Bilder von sexuell missbrauchten Kindern zu erkennen und deren weitere Verbreitung zu blockieren. Darüber hinaus spendete das britische Unternehmen Friend MTS Ltd. im April 2014 seine Daktyloskopie-Technologie an ICMEC, um die Effizienz von Kinderpornografie-Ermittlungen zu steigern und den kontinuierlichen Austausch ähnlicher Dateien über das Internet zu stoppen. ICMEC verteilt die Technologie an Strafverfolgungsbehörden, Softwareanbieter und Onlinedienstleister.
Project Vic entwarf zusammen mit dem Ministerium für Innere Sicherheit der Vereinigten Staaten ein Cloud-Computing-Archiv, um größere Datenmengen an kinderpornografischen Material konsolidieren zu können.